# Décrochage scolaire

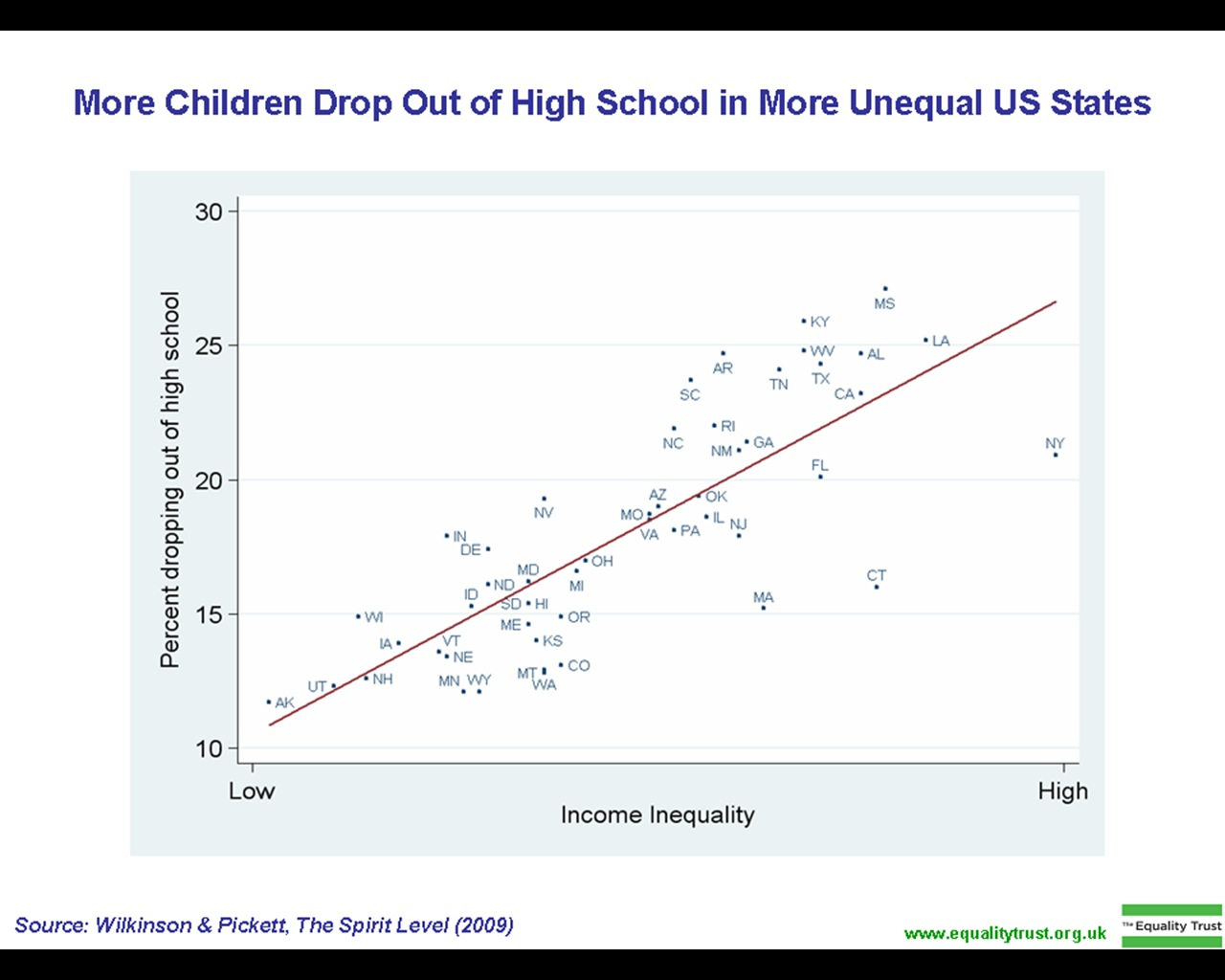
Dans des régions plus égalitaires, il y a un décrochage scolaire moins élevé.

Le décrochage scolaire est l'arrêt temporaire ou définitif (par abandon) d'études secondaires avant l'obtention d'un diplôme. L'expression « décrochage scolaire » a été employée par le ministère de l'Éducation du Québec et son usage s'est étendu à d'autres pays francophones.

## Définition
Le ministère de l’Éducation du Québec étudie le décrochage scolaire dans le cursus menant au diplôme du secondaire. Est considéré comme « décrocheur » tout élève qui était inscrit au début d'une année scolaire et qui ne l’est plus l’année suivante sans être titulaire d'un diplôme d'études secondaires. Les décès ou les déménagements à l'étranger, par exemple, ne sont pas inclus.
En France l’expression « décrochage scolaire » est utilisée dans divers textes institutionnels portant sur les politiques éducatives en matière de parcours scolaires « problématiques », depuis les années 2000. Cet usage prend appui sur une définition institutionnelle des sorties prématurées du système éducatif, inscrite dans le Code de l’éducation. L’article L. 313-7 désigne la population susceptible de bénéficier de l’action publique en ce domaine comme les « anciens élèves ou apprentis qui ne sont plus inscrits dans un cycle de formation et qui n’ont pas atteint un niveau de qualification fixé par voie réglementaire » qui correspond « à l’obtention soit du baccalauréat général soit d’un diplôme à finalité professionnelle enregistré au répertoire national des certifications professionnelles et classé aux niveaux V ou IV de la nomenclature interministérielle des niveaux de formation ».
Un élève est dit « à risque de décrochage scolaire » lorsqu'il fréquente toujours l'école, mais qu'il présente une forte probabilité de décrochage. Selon la plupart des études, les jeunes décrocheurs participent moins aux activités scolaires, portent peu d’attention en classe, passent moins de temps à faire leurs devoirs, ont des problèmes d’absentéisme et valorisent davantage le travail rémunéré que les études, comparé aux autres élèves.

## Ampleur du phénomène

### Au Québec
Au Québec, entre 2004 et 2007, 31 % des garçons et 19 % des filles ont abandonné leurs études secondaires avant leur terme. En 2008, 29% des jeunes ont quitté l'école sans diplôme.
Sur l'ensemble des écoles publiques de l'île de Montréal, 40% des garçons et 28,4% des filles quittent l'école sans diplôme, 7 ans après leur entrée au secondaire. Dans près de la moitié des écoles secondaires de Montréal, plus d'un élève sur trois n'a pas terminé ses études secondaires à la fin de l'année scolaire 2006-2007.
Dans les quartiers les plus défavorisés (comme Saint-Michel, Montréal-Nord, Hochelaga-Maisonneuve, Petite-Bourgogne et Saint-Laurent-Ouest), le taux de sortie du secondaire sans diplôme s'élèvent à 60% pour les garçons et 50% pour les filles.
Le taux de décrocheurs atteint près de 85% à l'école secondaire Pierre-Dupuy (arrondissement de Ville-Marie, Montréal). Dans cinq des sept écoles secondaires de Longueuil, plus du quart des élèves ont quitté l'école sans diplôme en 2007.
Le gouvernement du Québec s'est fixé l'objectif de voir 80 % des jeunes Québécois obtenir leur diplôme d'études secondaires d'ici 2020.

### En France
À la rentrée 2016, les "décrocheurs", jeunes qui sortent de l’école sans diplôme sont au nombre de 110 000 ; ils étaient 136 000 cinq ans auparavant. En 2017, leur nombre est d'environ 100 000 (soit 13 % des jeunes). Selon les chiffres du ministère de l’Éducation nationale, ce taux baisse à 8.2 % en 2019.

### En Italie
La fermeture des écoles, collèges et lycées à cause de la pandémie de Covid-19 a augmenté le nombre d'élèves en décrochage scolaires. Selon les chiffres officiels italiens, plus de 40 000 lycéens ont décroché en 2020.

## Conséquences

### Conséquences sociales pour l'adolescent décrocheur
Les décrocheurs courent plus de risques de rester sans diplôme, de vivre de l'aide sociale, de trouver des emplois précaires moins bien rémunérés, de rencontrer des problèmes de santé (les élèves qui décrochent ont honte d'eux mêmes et cela affecte l'image de soi), de développer des problèmes de toxicomanie et d'entrer dans la délinquance pour subvenir à ses besoins selon une publication de statistiques du Canada en 2009. C'est pourquoi les décrocheurs sont considérés par les autorités politiques comme une population à risque.

### Conséquences économiques
Les conséquences économiques du décrochage scolaire de large ampleur ne sont pas seulement négatives pour les jeunes concernés mais affectent l'économie globale. Le décrochage scolaire élevé se traduit par des pertes fiscales, des pressions supplémentaires sur les systèmes sociaux, un ralentissement de la croissance économique (faible compétitivité dans un contexte de mondialisation), et une pénurie de main d’œuvre qualifiée, selon des données du Canada publiées en 2009.

## Causes
La décision d'abandonner l'école est le résultat d'un cumul de situations scolaires (passé scolaire, les compétences cognitives et intellectuelles), relationnelles (les pairs, l'institution scolaire, les enseignants, la famille), sociales et/ou personnelles (les conditions socio-économiques, l'engagement personnel, la motivation). Il s'agit donc d'un long processus incluant des facteurs multidimensionnels.

### Différences selon les genres
Deux fois plus de garçons que de filles décrochent scolairement (données du Québec). Des nuances sont observées dans certains milieux notamment au Proche-Orient et en Afrique subsaharienne où les filles décrochent plus que les garçons. Cette situation s'explique par des raisons culturelles : moins d'attentes de réussite chez les filles, leur rôle étant réduit aux activités ménagères et aux mariages.
Le nombre d’enfants et d’adolescents dans les enseignements primaires et secondaires qui sont déscolarisés est bien trop élevé et un peu plus de la moitié d’entre eux sont des garçons. À l’échelle mondiale, les filles ont toujours moins de chances d’aller à l’école que les garçons, ces derniers sont plus susceptibles de redoubler des classes, de ne pas progresser, de ne pas aller au bout de leur scolarité et de ne pas atteindre de bons résultats d’apprentissage dans de nombreux pays. Au niveau mondial, la quasi-totalité des pays disposant de données sur le sujet n’a pas réussi à atteindre la parité des genres dans l’enseignement supérieur. En 2019, les données sur l’indice de parité entre les genres quant au nombre d’inscrits dans l’enseignement supérieur ont montré que 88 hommes pour 100 femmes faisaient des études supérieures.
Le décrochage scolaire et particulièrement celui des garçons n’est pas assez mis en avant par des programmes ou des initiatives ayant pour but d’agir à l’égard de ce phénomène de manière holistique. Concernant les politiques sur le genre, elles sont encore plus rares et celles existantes sont principalement mises en place dans les pays à revenu élevé. Les pays à faible revenu ou à revenu intermédiaire sont peu nombreux à avoir mis en place des politiques spécifiques permettant d’améliorer la situation des garçons quant à la scolarisation et l’achèvement de la scolarité dans l’enseignement primaire ou secondaire, même les pays où les inégalités sont très importantes, et cela aux dépens des garçons. Rares sont les politiques, programmes ou initiatives qui agissent à l’égard des désavantages intersectionnels, tels que l’isolement, la richesse, le handicap, l’origine ethnique, la langue, la migration, le déplacement, l’incarcération, l’orientation sexuelle, l’identité et l’expression de genre, et la religion.
Dans 73 pays, on constate que moins de garçons que de filles sont inscrits dans le deuxième cycle du secondaire. Les garçons sont plus susceptibles que les filles de redoubler des classes de l’enseignement primaire dans 130 des 142 pays disposant de données sur le sujet, ce qui indique qu’ils progressent moins bien dans la scolarité. Dans 57 pays disposant de données sur la pauvreté des apprentissages, les garçons âgés de 10 ans s’en sortent moins bien en lecture que les filles, et les adolescents n’arrivent toujours pas à suivre le rythme des adolescentes dans l’enseignement secondaire. En mathématiques, à l’inverse, l’écart entre les genres, qui jouait en défaveur des filles au début du millénaire, s’est réduit ou équilibré avec les garçons dans la moitié de tous les pays disposant de données.
Dans les cas où les garçons sont désavantagés ou en décrochage scolaire, les programmes visant à améliorer les possibilités éducatives pour tous ont eu un effet plus positif pour les garçons que les filles ou ont montré qu’ils pouvaient améliorer la situation des garçons. Les interventions ciblant directement les garçons pourraient être plus efficaces si elles agissaient sur les difficultés qui touchent uniquement les garçons et se concentraient sur ceux qui sont marginalisés. Des programmes spéciaux adaptés aux garçons et agissant à l’égard de la violence fondée sur le genre ont été réalisés et ont porté leurs fruits. Les approches communautaires se sont également avérées efficaces dans la prévention de la violence et la promotion de l’apprentissage des garçons.
Les options choisies pour agir à l’égard du décrochage scolaire des garçons et des désavantages qu’ils subissent dans ce domaine incluent la réduction du coût de la scolarité, l’amélioration des infrastructures scolaires, l’amélioration de l’accès et de la qualité de l’enseignement préprimaire, la fourniture d’un soutien et d’une éducation non formelle pour favoriser le retour sur le chemin de l’éducation, la mise en place de mesures visant à éviter la répartition en classes homogènes et la non-mixité, l’amélioration de la qualité du personnel enseignant et du recrutement, des programmes et de la pédagogie, ainsi que l’interdiction des châtiments corporels et prises de mesures à l’égard de la violence fondée sur le genre. Afin de ne laisser aucun enfant pour compte et d’agir sur le décrochage scolaire des garçons et les désavantages qu’ils subissent dans ce domaine, les gouvernements, les organisations bilatérales et multilatérales, la société civile, le secteur privé, les universités, les communautés, les écoles, les élèves, les familles et les personnes s’occupant des enfants doivent travailler main dans la main.
La pandémie de COVID-19 a été une nouvelle source de préoccupation concernant l’augmentation des abandons de la scolarité. En 2020, dernière année scolaire avant la pandémie, il a été estimé que 259 millions d’enfants et d’adolescents dans les enseignements primaire et secondaire étaient déscolarisés, dont 132 millions étaient des garçons. Il sera impossible de se faire une idée précise des conséquences de la crise sanitaire sur le taux de scolarisation avant la fin de l’année 2022. Alors que la plus grande part de garçons déscolarisés concerne principalement le deuxième cycle de l’enseignement secondaire dans l’ensemble des régions, une grande part de garçons déscolarisés (environ un tiers) concerne également l’enseignement primaire dans les États arabes et l’Afrique subsaharienne.

### Variables psychologiques
Un des facteurs individuels distinguant le jeune décrocheur est le manque d'engagement actif (intérêts et efforts fournis) qui peut être décrit comme ayant deux niveaux : le premier niveau consiste à respecter les règlements de l'école et participer en classe quand l'enseignant le demande ; le second niveau consiste à participer activement en allant chercher de l'aide si nécessaire ou en réalisant des projets supplémentaires par exemple. Cet engagement actif est encouragé par plusieurs influences, influences parentales, petite taille des classes, et milieu scolaire favorable.
Dans les sociétés occidentales, les pratiques éducatives sont basées sur l'hypothèse que l'enfant et l'adolescent ont une motivation intrinsèque et sont (ou devraient être) motivés pour apprendre. Cette motivation, en fait, n'est pas présente chez tous les élèves et elle diminue à l'entrée en secondaire. Des chercheurs suggèrent que l'enseignant doit ainsi aider l'élève à percevoir la valeur du travail scolaire qu'il doit accomplir.
La motivation intrinsèque n'est pas suffisante, et certaines sociétés valorisent moins cette valeur. Dans les sociétés asiatiques, le respect de l'autorité, de la famille et la pression sociale et familiale sont des sources également importantes de motivation.
L'engagement cognitif (faire des efforts d'attention et d'apprentissage), le sentiment d'auto-efficacité et l'auto-discipline sont également des facteurs influençant fortement la réussite scolaire de l'adolescent.

### Troubles d'ordre psychopathologique et psychiatrique
Il faut distinguer les troubles psychopathologiques qui causent des échecs scolaires et démotivent les élèves, des troubles du comportement qui résultent de certains facteurs environnementaux et relèvent plutôt des conséquences d'une mauvaise adaptation scolaire associée à d'autres facteurs de risque. Si les comportements de l'adolescent semblent identiques (par exemple, des difficultés en mathématiques), les origines des problèmes sont différentes et la prévention le sera donc également.
Les difficultés d’apprentissage et les troubles du comportement constituent des facteurs de risque de décrochage scolaire,.

### Milieu familial
La plupart des jeunes qui décrochent viennent de milieux défavorisés économiquement dont de nombreuses familles monoparentales défavorisent l'enfant en raison de revenus plus faibles.
Le niveau de formation des parents a un impact sur le décrochage : les enfants dont les parents sont plus formés décrochent moins souvent que ceux dont les parents sont peu formés (mesuré en termes de niveau de scolarité atteint).
Le style parental, les attentes des parents (tout comme celle des enseignants) envers la réussite scolaire ont également un impact fort sur le décrochage scolaire. Un faible encadrement parental, un manque d'engagement dans les activités scolaires et l’absence d’encouragement à l’autonomie augmentent le risque que l'adolescent quitte l’école définitivement.
Durant la période du premier confinement, lié à la COVID-19 en 2020, le décrochage scolaire a été particulièrement élevé. En effet, 4% des élèves en ont été victimes, soit environ 500 000 enfants, qui ont été affectés scolairement par la crise sanitaire. Le milieu familial a joué un rôle essentiel dans la scolarité des élèves, puisque les inégalités de conditions de travail à domicile ont accentué le décrochage scolaire. Les enseignants affirment que près de 6 à 8% d’enfants ont été “perdus de vue” durant cette période difficile. Cela s’explique par le manque d’accès à un ordinateur pour 10% des foyers, ou encore l’absence de connexion internet pour 11% d’entre eux.
Au total, près d'un quart des élèves n’étaient pas équipés d’une imprimante ou d’un téléphone mobile, et plus du tiers étaient sans accès à une pièce séparée avec un bureau, ce qui réduit fortement la concentration et donc la continuité pédagogique de l’élève.
Enfin, la place des parents a joué un rôle tout aussi essentiel dans la scolarité à distance. Si ces derniers n’encourageaient pas et n’aidaient pas leur enfant à continuer de travailler, le décrochage scolaire était favorisé. Or, il est important de souligner que certains parents n’avaient pas toujours le temps, étant pour la plupart en télétravail, et devant s’occuper de la fratrie, il était donc compliqué de s’imprégner du rôle de l’enseignant par manque de temps. Dans les milieux populaires, le manque de culture et de connaissance des parents, en plus des moyens financiers faibles ont pu être favorables au décrochage scolaire.
Selon Jean-Michel Blanquer, ministre de l’éducation nationale, de la jeunesse et des sports, la France fait partie des pays de l’Europe ayant un taux de décrochage faible à la suite du premier confinement[pertinence contestée].

### Qualité de l'école et de l'enseignement
La qualité de la scolarisation a une grande influence sur la réussite ou l'échec scolaire. Elle se traduit par un milieu où l'adolescent se sent en sécurité, un milieu ordonné ; de bonnes ressources matérielles ; un personnel enseignant stable ; une culture de l'école qui insiste sur les études, entretient la croyance que tous les enfants peuvent apprendre ; des activités para-scolaires intéressantes.
Le rôle des enseignants est très important : le succès scolaire est plus élevé quand les enseignants « ont confiance dans leurs élèves, les respectent, se soucient d'eux, ont des attentes élevées à leur égard et croient en leurs propres capacités d'aider les jeunes à réussir »,.
Un exemple concret de cette dynamique est le projet Les souliers de la persévérance, mené par Alexandre St-Vincent Villeneuve, enseignant en adaptation scolaire. En intégrant des élèves EHDAA dans une équipe sportive et en valorisant leurs efforts académiques, il a démontré que l’inclusion et l’encadrement pédagogique favorisent la persévérance scolaire. Son initiative a été récompensée par une bourse de la Fondation Desjardins.

## Classifications
Les élèves à risque de décrochage forment un groupe hétérogène. Par exemple, une étude de Janosz et al. (2000) identifie quatre groupes de décrocheurs potentiels :
1. Décrocheurs discrets : ils aiment l’école, sont engagés, ne présentent aucun problème comportemental et ils ont un rendement scolaire un peu faible (40 %).
2. Décrocheurs inadaptés : ils ont des échecs scolaires, des problèmes comportementaux, sont délinquants et proviennent de familles difficiles (40 %).
3. Décrocheurs désengagés : ils ne présentent pas de problèmes de comportement et ont des notes dans la moyenne, mais sont très désengagés face à leur scolarisation (10 %).
4. Décrocheurs sous-performants : ils sont en situation d’échec scolaire et sont désengagés face à leur scolarisation. Ils présentent des troubles d’apprentissage, mais aucun trouble de comportement (10 %).

## Prévention

### Prévention en milieu scolaire
Plusieurs pistes de solutions sont proposées pour aider la prévention en milieu scolaire. Par exemple, dès le primaire, dans certaines régions du Québec, des conférenciers se déplacent à travers les écoles pour faire connaître les différents métiers de la région et invitent même les élèves à visiter les lieux des entreprises. Ces actions peuvent déjà leur donner envie de s’engager dans un projet ou de découvrir des métiers qui ne connaissaient pas. Un autre exemple, au secondaire cette fois-ci, certaines études affirment qu’il serait intéressant de comprendre les intérêts communs des étudiants dès le début de leurs études secondaires en créant des petits groupes qui se suivraient tout au long de leur cheminement. Ils auraient à la fois une formation académique de base tout en ayant déjà l’opportunité de plonger dans différents univers qu’ils aiment. Cela leur permettrait de s’épanouir davantage en leur donnant envie de rester accrochés et de persévérer vers un avenir concret. Ils seraient stimulés, encadrés et accompagnés par leurs enseignants en faisant quelque chose de concret et de significatif pour eux.

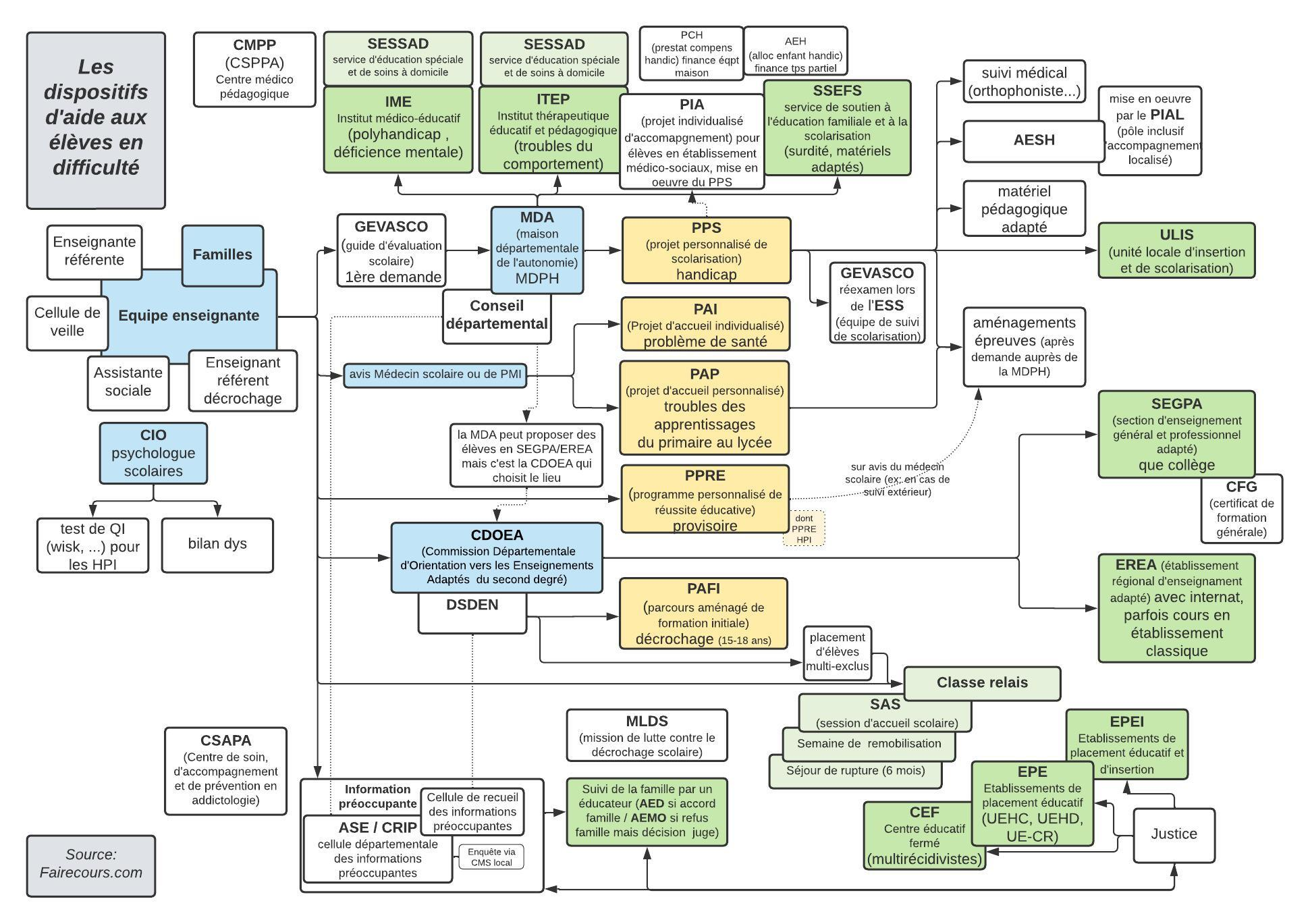
Dispositifs d'aide aux élèves dans le secondaire français

Concernant la prévention aux études supérieures, on peut constater par exemple, que plusieurs universités du Québec misent fortement sur l’encadrement des étudiants dès leur entrée au premier cycle. Il est fréquent maintenant de voir un soutien des pairs, c’est-à-dire un soutien des autres élèves qui sont plus avancés au niveau de leurs études. Les nouveaux arrivants trouvent des repères plus facilement et se sentent mieux compris. Puis, la valorisation de l’éducation est un aspect déterminant pour la réussite scolaire et la persévérance. Le ministère de l’Éducation et de l’Enseignement supérieur souhaite poursuivre en cette direction. Les méthodes d’apprentissages doivent être diversifiées, il faut savoir s’éloigner du cadre formel et pédagogique pour saisir des occasions peut-être moins conventionnelles, mais qui feront tout autant cheminer les étudiants sur le plan professionnel.

#### Repérage en milieu scolaire
En milieu scolaire, certains indicateurs facilitent le repérage des élèves "décrocheurs" en lien avec les compétences sociales et/ou les apprentissages :
- Compétences sociales
  - absentéisme
  - retards
  - passages à l'infirmerie
  - non-respect du règlement
  - difficulté à s’intégrer, à communiquer : isolement, mutisme
  - difficulté de comportement : incivilités, agressivité, somnolence
  - problèmes sociaux et/ou familiaux

- Apprentissages
  - travail insuffisant à la maison
  - redoublement

#### Au Québec: organismes communautaires de lutte au décrochage (OCLD)
Les causes du décrochage scolaire sont nombreuses et complexes. Afin de rendre accessibles à tous les bénéfices d’une scolarité réussie, il faut d’abord soutenir ceux qui en ont le plus besoin, en créant des liens privilégiés, qui se poursuivent au fil des ans, avec les enfants à risque ou en difficulté ainsi qu’avec leurs parents.
C'est dans cet objectif que se sont constitués les organismes communautaires de lutte au décrochage (OCLD).
En effet, le milieu communautaire se démarque clairement par sa capacité à créer des liens profonds et à long terme avec les populations les plus marginalisées. Les activités proposées par les organismes communautaires rejoignent principalement les élèves dont le potentiel n’arrive pas à s’actualiser dans le cadre offert par l’école, tout comme les parents dont les relations avec l’école sont les plus difficiles.
La majorité de ceux qui persévèrent malgré d’importantes difficultés, ou de ceux qui ne raccrochent qu'au terme d'un temps beaucoup plus long qu'avant, obtient déjà un soutien des organismes communautaires de lutte au décrochage (OCLD). De nombreux autres jeunes pourraient, grâce à cet appui, accroître significativement leurs chances de réussite.

#### En France
En France, le Ministère de l’Éducation nationale a élaboré une stratégie globale, allant de la prévention à la remédiation. Cette démarche s'inscrit dans le progrès de la réflexion sur la résilience initiée par Boris Cyrulnik et la croissance post-traumatique : l'élève peut redevenir acteur de son destin face aux difficultés, notamment si des dispositifs adaptés renforcent cette résilience.
Parmi les préconisations du Ministère de l’Éducation nationale, depuis la rentrée 2013, les établissements scolaires doivent posséder un GPDS, dispositif interne de prévention du décrochage scolaire. Il renforce l'action de la cellule de veille présidée par le chef d'établissement et du professeur principal. Comme on peut le voir sur le schéma ci-dessous, de nombreux dispositifs existent pour aider les élèves en fonction des difficultés qu'ils rencontrent et ainsi prévenir le décrochage . 
Le ministère de l’Éducation nationale propose de consacrer une semaine par an à la persévérance scolaire. Le ministère souligne également l'importance d'un suivi plus soutenu des élèves en difficultés et l’adaptation des travaux à leurs difficultés. À ce titre, des plans d'accompagnement sont mis en place.
Le PPRE, programme personnalisé de réussite éducatif, est élaboré et rédigé par l’enseignant pour des élèves éprouvant des difficultés d’apprentissages ciblées qui pourraient l’empêcher de maîtriser le socle commun. Il est effectué sur le temps de cours sans changement d’emploi du temps, ce qui est un avantage pour l’élève mais qui demande une certaine adaptation à l’équipe enseignante. Le PPRE peut concerner aussi bien un enfant du premier que du second degré.
Le PAP, plan d’accompagnement personnalisé, est un programme concernant les élèves ayant des difficultés scolaires durables dont l’origine serait un ou plusieurs troubles des apprentissages. À tout moment de la scolarité de l’enfant, le conseil d’enseignants peut décider la mise en place de ce programme où des aménagements seront réalisés pour un meilleur parcours scolaire répondant aux objectifs fixés. Cela vise l’autonomie de l’élève par un suivi continu qui peut le suivre sur plusieurs années.

### Interventions familiales
Au sein de la famille, certaines actions ont pour effet de limiter les risques de décrochage scolaire. L'éducation familiale doit permettre :
- De favoriser la socialisation des enfants et de développer une certaine habileté sociale ;
- D'apprendre la gestion du stress et des angoisses ;
- D'organiser un bon réseau relationnel ;
- De fournir une culture de base large notamment en encourageant les activités parascolaires.

De plus les parents doivent :
- Construire de bonnes relations avec les enseignants ;
- Suivre le cursus de l'enfant d'un point de vue scolaire et personnel.

## Sources
- Cet article est partiellement ou en totalité issu de la page « Aucun enfant laissé pour compte : rapport mondial sur le décrochage scolaire des garçons, résumé » de UNESCO sur le site UNESDOC, le texte ayant été placé par l’auteur ou le responsable de publication sous la CC BY-SA 3.O IGO